# Dugganita
La dugganita és un mineral de la classe dels fosfats, que pertany al grup de la dugganita. Va ser anomenat l'any 1978 en honor de Marjorie Duggan, una química analítica que treballà per la companyia minera Phelps Dodge. Duggan també descobrí la primera existència del Te6+ a la natura. La dugganita és isoestructural amb la cheremnykhita i la kuksite.

## Característiques
La dugganita és un fosfat de fórmula química Pb₃Zn₃(AsO₄)₂(TeO₆). Cristal·litza en el sistema trigonal. La seva duresa a l'escala de Mohs és 3.
Segons la classificació de Nickel-Strunz, la dugganita pertany a «08.DL - Fosfats, etc, amb cations de mida mitjana i gran, (OH, etc.):RO₄ = 2:1» juntament amb els següents minerals: foggita, cyrilovita, mil·lisita, wardita, agardita-(Nd), agardita-(Y), agardita-(Ce), agardita-(La), goudeyita, mixita, petersita-(Y), zalesiïta, plumboagardita, calciopetersita, cheremnykhita, wallkilldel·lita-(Fe), kuksita, wallkilldel·lita i angastonita.

## Formació i jaciments
La dugganita s'ha descrit al Japó, Mèxic, Rússia, i als Estats Units. Es forma com a rar mineral secundari en zones d'oxidació de dipòsits amb tel·lururs. A la localitat tipus es forma alterant khinita i parakhinita.